# BMW R 26
BMW R 26 – produkowany od 1956 do 1960 jednocylindrowy motocykl firmy BMW będący następcą modelu R 25/3.

## Historia
.

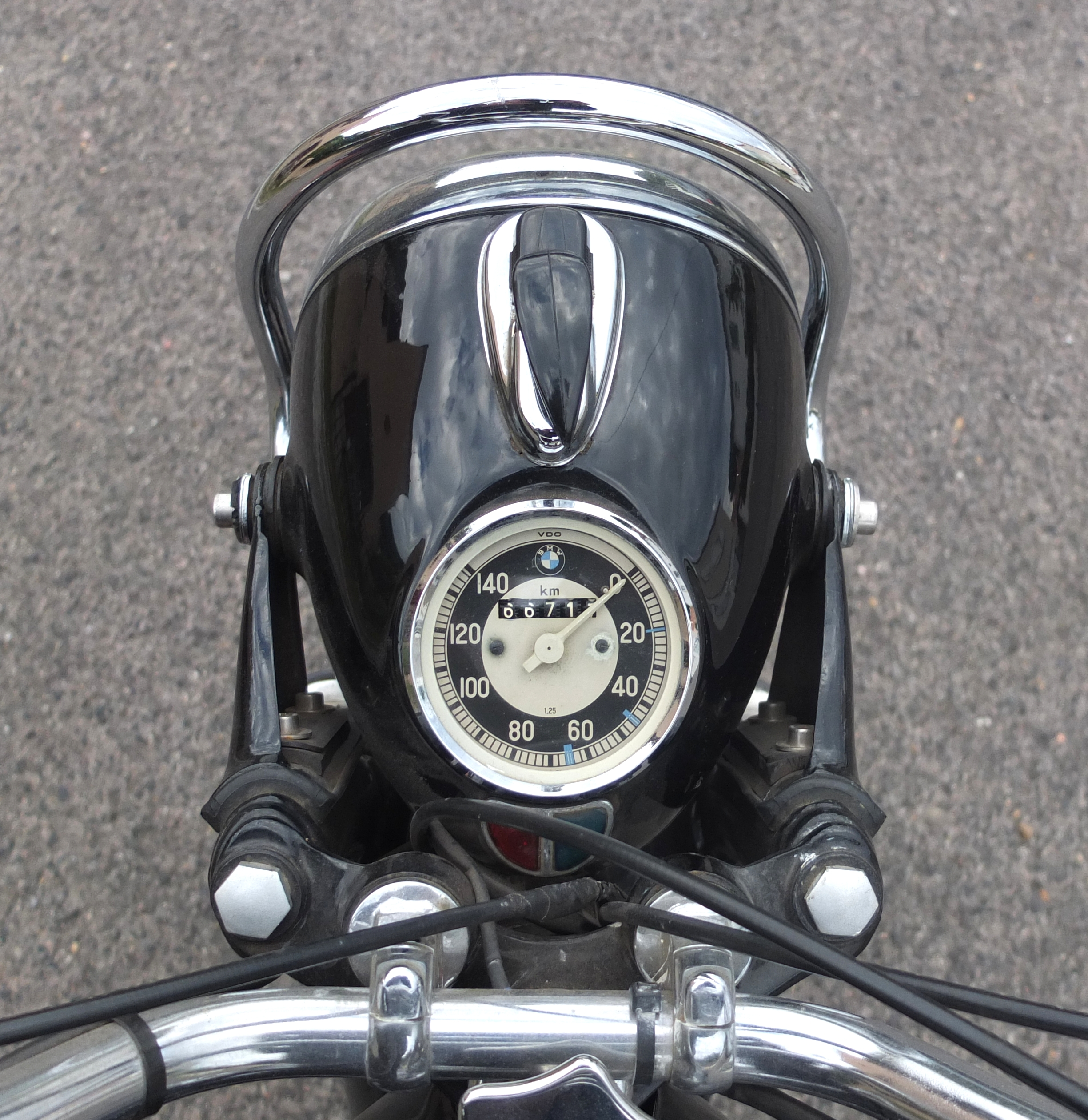
Prędkościomierz

Seria R 25 i jej następcy warianty R 25/2 i R 25/3 były najlepiej sprzedającymi się motocyklami BMW w dotychczasowej historii firmy. Ogólnie sprzedano ok. 108.000 sztuk. W styczniu 1956 na rynku pojawił się ich następca. Podobnie jak pokazane rok wcześniej modele R 50 i R 69 wyposażony był w nowe wahaczowe zawieszenie obu osi zamiast dotychczas stosowanego widelca teleskopowego z przodu i zawieszenia suwakowego z tyłu. Wał napędowy został całkowicie schowany w prawej obudowie tylnego wahacza. Napięcie wstępne tylnej sprężyny mogło być regulowane bez użycia narzędzi. Również możliwa była regulacja przedniego zawieszenia. Zbiornik paliw został powiększony do 15 litrów, a w jego górnej części umieszczono pojemnik na narzędzia. W związku z kryzysem na rynku motoryzacyjnym R 26 nie powtórzył sukcesu poprzednika. Sprzedano 30236 sztuk w cenie 2150 DM.
R 26 dostępny był w kolorach, czarnym, niebieskim, białym, a nawet w wersji dwukolorowej. Zawsze występowały ręcznie malowane grube szparunki. 
R 26 był wykorzystywany w Bundeswehrze w standardowym lakierowaniu wojskowym, w Czerwonym Krzyżu w lakierowaniu kremowym i Policji w ówczesnym lakierowaniu ciemnozielonym. Używano go głównie w celach szkoleniowych.

## Konstrukcja
Jednocylindrowy silnik górnozaworowy o mocy 15 KM i stopniu sprężania 7,5:1 zasilany gaźnikiem Bing 1/26/46 o średnicy gardzieli 26mm. Suche sprzęgło jednotarczowe połączone z 4-biegową, sterowaną nożnie skrzynią biegów. Napęd koła tylnego zamkniętym wałem Kardana. Zamknięta spawana rama z rur stalowych z wahaczowym tylnego koła i wahaczem pchanym przy przednim kole. W obu kołach zastosowano hamulce bębnowe o średnicy 160mm. Prędkość maksymalna 128 km/h.